# Cratere Ripheus
Ripheus è un cratere sulla superficie di Dione. Trae nome dal nobile eroe troiano Rifeo.